# 알고아만

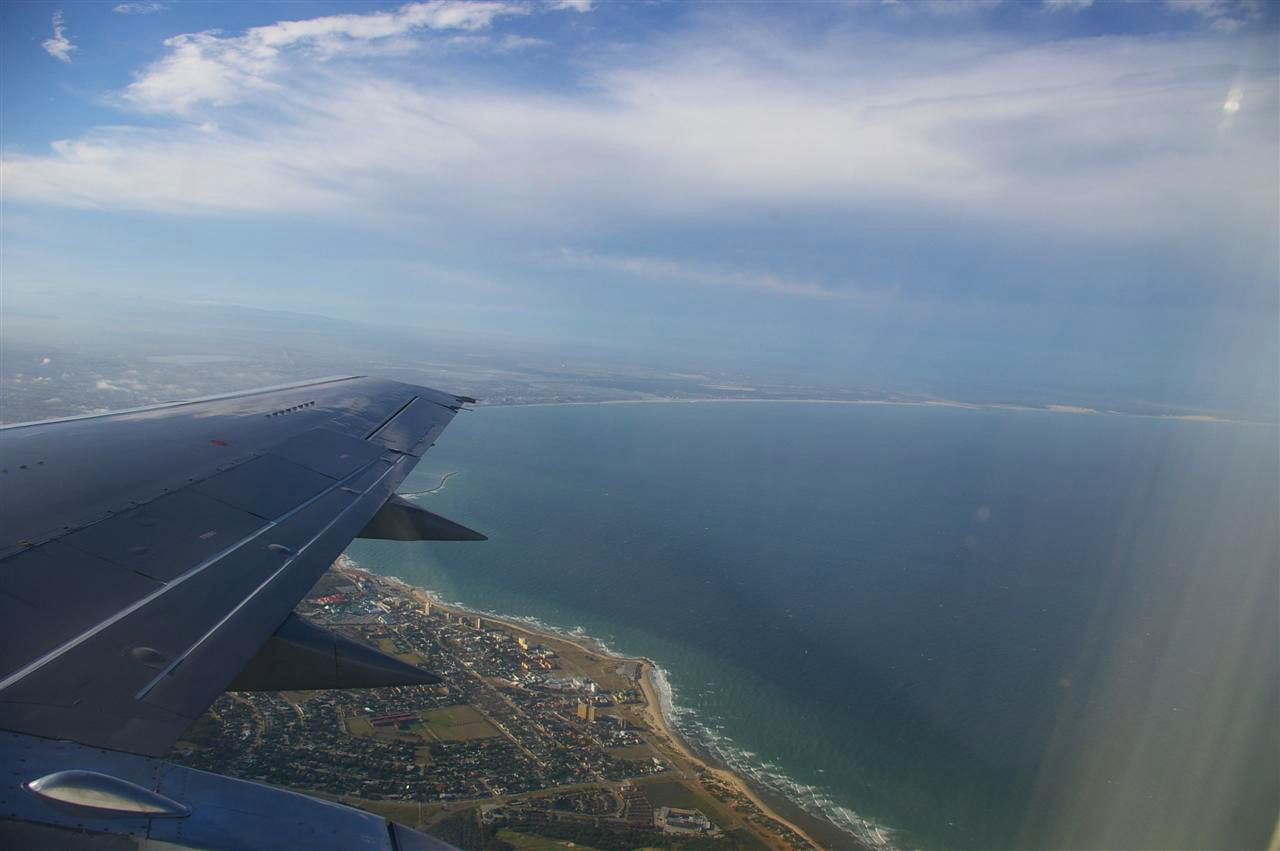
알고아 만에서 본 포트엘리자베스 시가지

알고아 만(영어: Algoa Bay)은 남아프리카 공화국 이스턴케이프 주에 위치한 인도양의 만이다. 깊이는 436m이며 희망봉에서 동쪽으로 683km 정도 떨어진 곳에 위치한다.
1488년 포르투갈의 탐험가인 바르톨로메우 디아스가 유럽인으로는 최초로 알고아 만에 도달했다. 알고아 만 서안에는 포트엘리자베스가 위치한다.